# Haley Hill Ditch
Der Haley Hale Ditch ist ein Wasserlauf in Hertfordshire, England. Er fließt im Osten von Buntingford und mündet am Südrand des Ortes in den River Rib.